# Fabulák
A Fabulák 1988-tól 1989-ig futott magyar televíziós rajzfilmsorozat, amely Heltai Gáspár meséje alapján készült.

## Alkotók
- Mesélő: Sinkó László
- Rendezte és tervezte: Richly Zsolt
- Heltai Gáspár meséje alapján írta: Kovács István
- Dramaturg: Bartók István
- Zenéjét szerezte: Sáry László
- Operatőr: Bacsó Zoltán
- Hangmérnök: Nyerges András Imre
- Vágó: Hap Magda
- Háttértervező: Gaál Imre, Gaál-Varga Judit, Lettner Györgyi
- További munkatársak: Pintér Erzsébet, Völler Ágnes, Zsebényi Béla
- Színes technika: Ujhegyi Gyula
- Rendezőasszisztens és gyártásvezető: Kő Edit
- Produkciós vezető: Sárosi István

- A laboratóriumi munkák a Magyar Filmlaboratórium Vállalatnál készültek
- Készítette a Magyar Televízió megbízásából a Pannónia Filmstúdió

## Epizódlista
| #   | Cím                                                                                   | Premier            | Gyártási szám |
| --- | ------------------------------------------------------------------------------------- | ------------------ | ------------- |
| 1.  | Heltai Gáspár mesél a farkasról, a rókáról, egy pórról meg egy sajtról                | 1988. december 17. | 05            |
| 2.  | Heltai Gáspár mesél a lóról, a szamárról meg a kutyáról                               | 1988. december 24. | 10 / 06       |
| 3.  | Heltai Gáspár mesél egy gyermekded vadkanról, a disznókról meg a bárányokról          | 1988. november 19. | 13 / 01       |
| 4.  | Heltai Gáspár mesél a lóról, a szarvasról meg a vadászról                             | 1988. november 26. | 06 / 02       |
| 5.  | Heltai Gáspár mesél az okos szamárról és a megcsalt farkasról                         | 1988. december 3.  | 11 / 03       |
| 6.  | Heltai Gáspár mesél a hangyáról meg a galambról                                       | 1988. december 10. | 07 / 04       |
| 7.  | Heltai Gáspár mesél a házi egérről és a mezei egérről                                 | 1989. január 8.    | 03 / 07       |
| 8.  | Heltai Gáspár mesél a szegényből lett gazdag emberről meg a gazdagból lett szegényről | 1989. január 15.   | 04 / 08       |
| 9.  | Heltai Gáspár mesél egy éhes farkasról                                                | 1989. január 22.   | 09            |
| 10. | Heltai Gáspár mesél a hollóról, a páváról meg a daruról                               | 1989. január 29.   | 02            |
| 11. | Heltai Gáspár mesél a farkasról és egy éhes komondorról                               | 1989. február 5.   | 12            |
| 12. | Heltai Gáspár mesél négy ökörről meg egy oroszlánról                                  | 1989. február 12.  | 01            |
| 13. | Heltai Gáspár mesél a szegény emberről, a fiáról meg a szamárról                      | 1989. február 19.  | 08            |